# 삼성 갤럭시 M40
삼성 갤럭시 A60과 삼성 갤럭시 M40은 삼성전자가 제조한 안드로이드 패블릿이다. 안드로이드 9(파이), 64GB 또는 128GB 내장 스토리지, 3500mAh 배터리를 탑재했다. A60은 중국용으로, M40은 인도용으로 판매된다. A60과 M40은 색상, 가격, 램, LTE 대역만 제외하면 동일하다. A60은 2019년 4월 17일, M40은 2019년 6월 11일 공개되었다.